# Europa Cup (korfbal) 1992
De Europacup korfbal 1992 was de 7e editie van dit internationale zaalkorfbaltoernooi. De speellocatie was Saint-Etienne, Frankrijk. Het toernooi werd gehouden van 3 t/m 4 januari 1992.
Het deelnemersveld bestaat uit de zaalkampioenen uit Nederland, België, Duitsland, Engeland, Hongarije en Portugal.

## Deelnemers
Poule A
| Club         | Plaats         | Poule |
| ------------ | -------------- | ----- |
| Deetos       | Dordrecht      | A     |
| Adler Rauxel | Castrop-Rauxel | A     |
| CK Egara '85 | Terrassa       | A     |
| CLL Bourges  | Bourges        | A     |

Poule B
| Club              | Plaats    | Poule |
| ----------------- | --------- | ----- |
| Catba             | Antwerpen | B     |
| Mitcham           | Londen    | B     |
| Armsikopi         | Jerevan   | B     |
| Sangalhos Deporte | Lissabon  | B     |

### Poulefase Wedstrijden
Poule A
| Thuisploeg   |   | Uitploeg     | Uitslag |
| ------------ | - | ------------ | ------- |
| Deetos       | - | CK Egara '85 | 33-9    |
| Adler Rauxel | - | CLL Bourges  | 10-6    |
| CK Egara '85 | - | CLL Bourges  | 13-22   |
| Deetos       | - | Adler Rauxel | 24-15   |

Poule B
| Thuisploeg |   | Uitploeg          | Uitslag |
| ---------- | - | ----------------- | ------- |
| Catba      | - | Armsikopi         | 30-9    |
| Mitcham    | - | Sangalhos Deporte | 25-23   |
| Armsikopi  | - | Mitcham           | 25-23   |
| Catba      | - | Sangalhos Deporte | 39-6    |

### Finales
| 7e&8e plaats |              |    |
|              |              |    |
| A4           | CK Egara '85 | 8  |
| B4           | Armsikopi    | 23 |

| 5e&6e plaats |             |    |
|              |             |    |
| A3           | CLL Bourges | 12 |
| B3           | Mitcham     | 26 |

| 3e&4e plaats |                   |    |
|              |                   |    |
| A2           | Adler Rauxel      | 17 |
| B2           | Sangalhos Deporte | 10 |

| Finale |        |    |
|        |        |    |
| A1     | Deetos | 18 |
| B1     | Catba  | 18 |

Na de reguliere speeltijd stond het 13-13 in de finale. Na de verlenging stond het 18-18 en moest de wedstrijden worden beslist via strafworpen.
In deze serie won Catba met 5-4.
| Kampioen EuropaCup 1992 |
| ----------------------- |
| Catba Eerste titel      |

## Eindklassement
| Positie | Club              |
| ------- | ----------------- |
| Goud    | Catba             |
| Zilver  | Deetos            |
| Brons   | Adler Rauxel      |
| 4       | Sangalhos Deporte |
| 5       | Mitcham           |
| 6       | CLL Bourges       |
| 7       | Armsikopi         |
| 8       | CK Egara '85      |